# 亮子河街道
亮子河街道，是原中华人民共和国黑龙江省佳木斯市前进区下辖的一个乡镇级行政单位。佳政函【2016】29号文件将站前街道撤销，各社区由前进区直辖。

## 行政区划
原亮子河街道下辖以下地区：
。